# 天地在我心
《天地在我心》是一首中国歌曲，为1999年上映的动画电影《宝莲灯》的主题曲兼三首插曲之一，由郑方、刘欢谱曲，刘欢填词、演唱。该歌曲受到较高评价，曾入选中国原创歌曲排行榜“十大金曲”。

## 创作与发行
《天地在我心》是1998年，上海美术电影制片厂（“上美影”）请刘欢为其新制作的动画片《宝莲灯》填词、演唱的主题曲兼插曲，由郑方、刘欢共同谱曲，曾名《天人合一》。《天》的最初版本由上海美术电影制片厂提供，刘欢听了之后觉得不错，“有点儿《狮子王》 那种动画大片的意思”，遂承接下来。该歌曲创作时长达八个月，刘欢在原有编曲的基础上重新写了旋律并填词。《天》创作完成后，动画制作人员再根据歌曲所表达的意象创作出对应的画面。因为刘欢签约的索尼音乐与上美影达成了版权合作，上美影并没有为此歌曲的创作支出任何额外的花费。
《天》与《宝莲灯》中的其他三首插曲一道，收录在《〈宝莲灯〉电影原声音乐》中，于《宝莲灯》上映前发售。这些歌曲在电影的前期宣传中发挥了重要作用，电影还创下了当年中国动画片票房收入的最高纪录。

## 反响
《天》在各大音乐排行榜上收获颇丰，也获得了普遍的正面评价。

### 荣誉
2000年，《天》入选1999年度中国原创歌曲排行榜“十大金曲”，刘欢本人亦凭借此歌曲和《从头再来》获得此排行榜最高奖项“杰出成就奖”。2004年，《天》获得了中央电视台首届国产动画“我最喜爱的卡通歌曲”第四名。

### 评价
参加《中国好声音》并师从刘欢组的王乃恩说，《天》“整个架构非常动漫，又通俗易懂”，在加入刘欢的队伍之后第一件事就是找他要了《天》的伴奏、唱了一晚上。《超级明星》评价《天》气势恢宏地展示了动画电影主角沉香的成长历练，“是将影片推向高潮的扛鼎之作”。整部作品采用了三段体结构，首段迷惘徘徊、魂牵梦萦，二段将旋律提升一个八度，情绪更为炽烈，末段则转入平和，表达了自信与对未来之向往。《超级明星》认为，与其他通俗歌曲比较，《天》“在音域和情绪上的提升相当显著”，能做到这样的反差很不容易，附点和切分节奏使得音乐充满活力，演唱者刘欢的嗓音也十分到位。《两岸大众文化比较》一书评价《天》和刘欢的许多其他作品类似，大气磅礴、鼓励上进。《新民晚报》评价，《天》表现出了主角历尽劫难、劈山救母的一片赤诚。